# Oulophyllia bennettae
Espèce
Statut CITES
Oulophyllia bennettae est une espèce de coraux appartenant à la famille des Merulinidae ou à la famille Faviidae.